# Gluphisia albina
Gluphisia albina är en fjärilsart som beskrevs av Lucas 1955. Gluphisia albina ingår i släktet Gluphisia och familjen tandspinnare. Inga underarter finns listade i Catalogue of Life.